# Prosoligosita meerulensis
Prosoligosita meerulensis är en stekelart som beskrevs av Yousuf och Shafee 1993. Prosoligosita meerulensis ingår i släktet Prosoligosita och familjen hårstrimsteklar. Inga underarter finns listade i Catalogue of Life.